# Guillaume d'Orléans (comte de Blois)
Pour les articles homonymes, voir Guillaume d'Orléans.

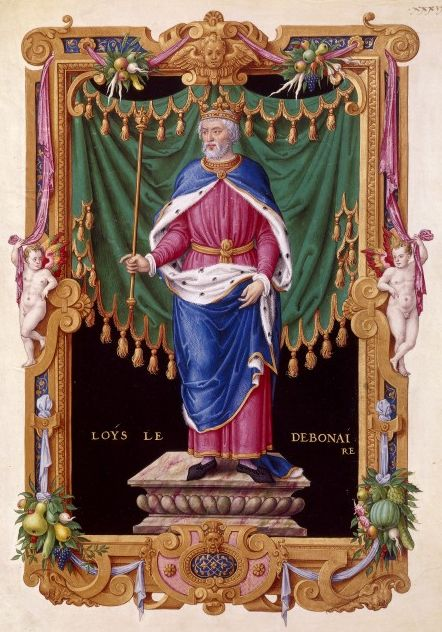

Guillaume d'Orléans, dit le Connétable (vers 800 – † 25 mai 834) était un noble franc sous le règne de son cousin, l'empereur Louis le Pieux.
Il fut investi premier comte héréditaire de Blois, Chartres et Châteaudun en 832 par le roi en personne, qui aurait alors créé ce titre de noblesse, jusqu'à sa mort. Il était, avec son frère le comte Eudes d'Orléans, fils du comte Adrien.
Il était l'oncle de son homonyme, le comte Guillaume d'Orléans, qui fut déchu de son titre par Charles II le Chauve en 866.

## Faits d'armes
En 830, les princes Lothaire Ier et Pépin d'Aquitaine se rebellent contre leur père Louis, supportés par le comte Lambert Ier de Nantes et le comte déchu Matfrid d'Orléans. Pour tenter de les contrer, Guillaume et Eudes s'engagèrent tous deux dans l'armée levée par Louis.
Dans ce cadre, Guillaume ainsi que son frère Eudes périrent le 25 mai 834 dans une bataille en Touraine. Son fils, Eudes, lui a succédé dans ses honneurs.
Le siècle suivant, il fut qualifié de « chef de guerre » (ductores belli) par l'historien Aimoin de Fleury.

## Héritage et descendance
Guillaume n'ayant pas de descendance connue, sa sœur Waldrade aurait hérité en dot des droits sur le comté de Blois. Le mari de cette dernière, le comte Robert III de Hesbaye, étant lui aussi mort en 834, c'est son supposé fils Robert le Fort qui aurait ainsi directement hérité de ce comté,.

## Généalogie
```
|→ 
Gérold
 
I
er
 de Vintzgau
, comte d'Anglachgau et de Kraichgau (
730
- †
784
)
  X 
Emma d'Alémanie

  |
  |→ 
Adrien d'Orléans
, comte d'Orléans (-av.†
821
)
    X Waldrade de Wormsgau, possible fille d'
Alleaume d'Autun

    |
    |→ 
Guillaume d'Orléans
, comte de Blois (v.800- †
834
), sans postérité
    |
    |→ 
Eudes d'Orléans
, comte d'Orléans (†
834
)
    |  X 
Engeltrude de Fézensac

    |  |
    |  |→ 
Guillaume d'Orléans
, comte d'Orléans (†
866
), avec possible postérité
    |  |
    |  |→ 
Ermentrude d'Orléans
, reine des Francs (
830
- †
869
)
    |    X 
Charles
 
II
 
le Chauve
, roi des Francs, avec postérité
    |
    |→ 
Waldrade d'Orléans

      X 
Robert
 
III
 de Hesbaye
, comte de Worms et d'Oberrheingau (†
834
)
      |
      |→ 
Robert 
le Fort
, marquis de Neustrie, comte d'Orléans, de Blois, de Tours, d'Anjou, d'Auxerre, de Nevers
          (†
866
), avec postérité
```